# Christos Michas

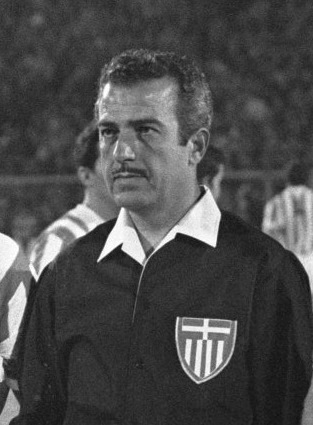
Christos Michas (1970)

Christos Michas, teilweise auch Hristos Mihas geschrieben, (griechisch Χρήστος Μίχας, * 1932; † 25. August 2010) war ein griechischer Fußballschiedsrichter.

## Sportlicher Werdegang
Michas rückte 1967 in den Kreis der Schiedsrichter auf, die in der Alpha Ethniki als höchster Spielklasse Griechenlands Spiele leiteten. Schnell avancierte er zu einem der führenden Referees in seinem Heimatland und durfte im Wettbewerb um den griechischen Landespokal 1968/69 das Finalspiel zwischen Panathinaikos Athen und Olympiakos Piräus leiten. Nachdem das Spiel auch nach Verlängerung nach Treffern von Dimitrios Domazos und Giorgos Sideris 1:1-Unentschieden stand, wurde das Spiel von Michas via Münzwurf zugunsten von Panathinaikos entschieden. Auch in den folgenden drei Ausgaben des griechischen Pokalwettbewerbs wurde er als Spielleiter im jeweiligen Finalspiel eingesetzt.
Michas wurde auch als Schiedsrichter in internationalen Spielen eingesetzt. Nachdem er auf die FIFA-Schiedsrichterliste aufgenommen worden war, debütierte er im Dezember 1970 bei einem Länderspiel zwischen Griechenland und Zypern. Sein einziges Pflichtländerspiel leitete er im Mai 1972 beim Viertelfinalspiel der Europameisterschaft 1972, als Ungarn sich mit einem 2:1-Erfolg über Rumänien durchsetzte. Zudem kam er auf Vereinsebene im Europapokal zum Einsatz. Im UEFA-Pokal 1971/72 wurde ihm dabei das Halbfinalrückspiel zwischen den Wolverhampton Wanderers und Ferencváros Budapest übertragen, in dem sich der englische Klub Dank eines 2:1-Heimerfolgs nach einem 2:2-Hinspielremis durchsetzte und die Endspiele gegen Tottenham Hotspur erreichte. Im folgenden Jahr wurde er im Wettbewerb um den Europapokal der Pokalsieger 1972/73 zum Spielleiter des im Kaftanzoglio-Stadion von Thessaloniki ausgetragenen Finalspiels bestimmt. Dort setzte sich die AC Mailand mit einem 1:0-Erfolg über Leeds United durch, wegen etlicher, vor allem gegen die englische Mannschaft getroffener Entscheidungen wurde er in der Folge zunächst in der Presse kritisiert und letztlich von der UEFA auf Lebenszeit für den internationalen Fußball gesperrt. Auch leiteten für drei Jahre ausländische Schiedsrichter die Endspiele um den nationalen Pokal in Griechenland.